# تپه شهر سوخته ۱۹۸
تپه شهر سوخته ۱۹۸ مربوط به هزاره سوم و ۲ قم است و در شهرستان زابل، بخش شیب آب، دهستان لوتک، روستای حومه شهر سوخته، ۱۰ کیلومتری جنوب غربی پایگاه باستان‌شناسی شهر سوخته واقع شده و این اثر در تاریخ ۱۵ اسفند ۱۳۸۵ با شمارهٔ ثبت ۱۷۹۵۵ به‌عنوان یکی از آثار ملی ایران به ثبت رسیده است.